# Rycerze (słuchowisko)
Rycerze – satyryczne słuchowisko radiowe, według pomysłu Andrzeja Waligórskiego stworzone i zrealizowane przez Kabaret Elita, znane też pod tytułem Rycerzy Trzech. Przeszło 100 odcinków zostało wyemitowane przez Program Trzeci Polskiego Radia w ramach audycji satyryczno-rozrywkowych 60 minut na godzinę oraz reemitowane w tym samym programie w ramach Powtórki z rozrywki.
Słuchowisko pojawiło się w odpowiedzi na popularność filmu Potop Jerzego Hoffmana według powieści Henryka Sienkiewicza, dlatego pierwsze odcinki oparte były na tej części Trylogii. Potem źródłem inspiracji stał się Pan Wołodyjowski oraz Ogniem i Mieczem (stąd też trzy wersje kupletu rozpoczynającego i kończącego słuchowisko). Fabuła oraz postacie występujące w słuchowisku zostały zaczerpnięte z całej Trylogii, a następnie sparodiowane. Głównym źródłem dowcipu są gry słowne (np. „w potrzebie wygoda, ale za to za potrzebą niewygoda”) oraz główni bohaterowie Sienkiewiczowskich powieści, którzy jednak zamiast mitologicznej otoczki zostali zaopatrzeni w wyjątkowo wyeksponowany zestaw przywar takich jak pijaństwo, tchórzostwo czy materializm. Dodatkowym źródłem dowcipów są wyrwane z kontekstu cytaty z dzieł Sienkiewicza, („pójdźcie nie mieszkając” – przecież jakbyśmy mieszkali to byśmy nie poszli), oraz nawiązanie do współczesności („świeć panie, byle nie w godzinach szczytu”).
Wydarzenia nawiązujące do Trylogii nie następują chronologicznie, co również jest kolejnym źródłem dowcipów.

## Postacie
- Andrzej Kmicic, Azja Tuhaj-bejowicz – Jan Kaczmarek
- Jerzy Michał Wołodyjowski – Leszek Niedzielski
- Onufry Zagłoba – Andrzej Waligórski, w kilku odcinkach nawiązujących do Ogniem i mieczem nagranych po śmierci Waligórskiego i już nie jego autorstwa Stanisław Szelc
- Oleńka Billewiczówna, Basieńka – Ewa Szumańska
- wierny Soroka, wachmistrz srogi Luśnia (w epizodach również Bogusław Radziwiłł, Karol Gustaw, Roch Kowalski) – Jerzy Skoczylas
- Hetman Czarniecki – Włodzimierz Plaskota
- Jan Skrzetuski, pan Muszalski – Jerzy Dębski
- Tyzenhauz, Roch Kowalski – Stanisław Wyrzykowski